# Coal Hill (Arkansas)
Coal Hill est une ville située dans l’État américain de l'Arkansas, dans le comté de Johnson.

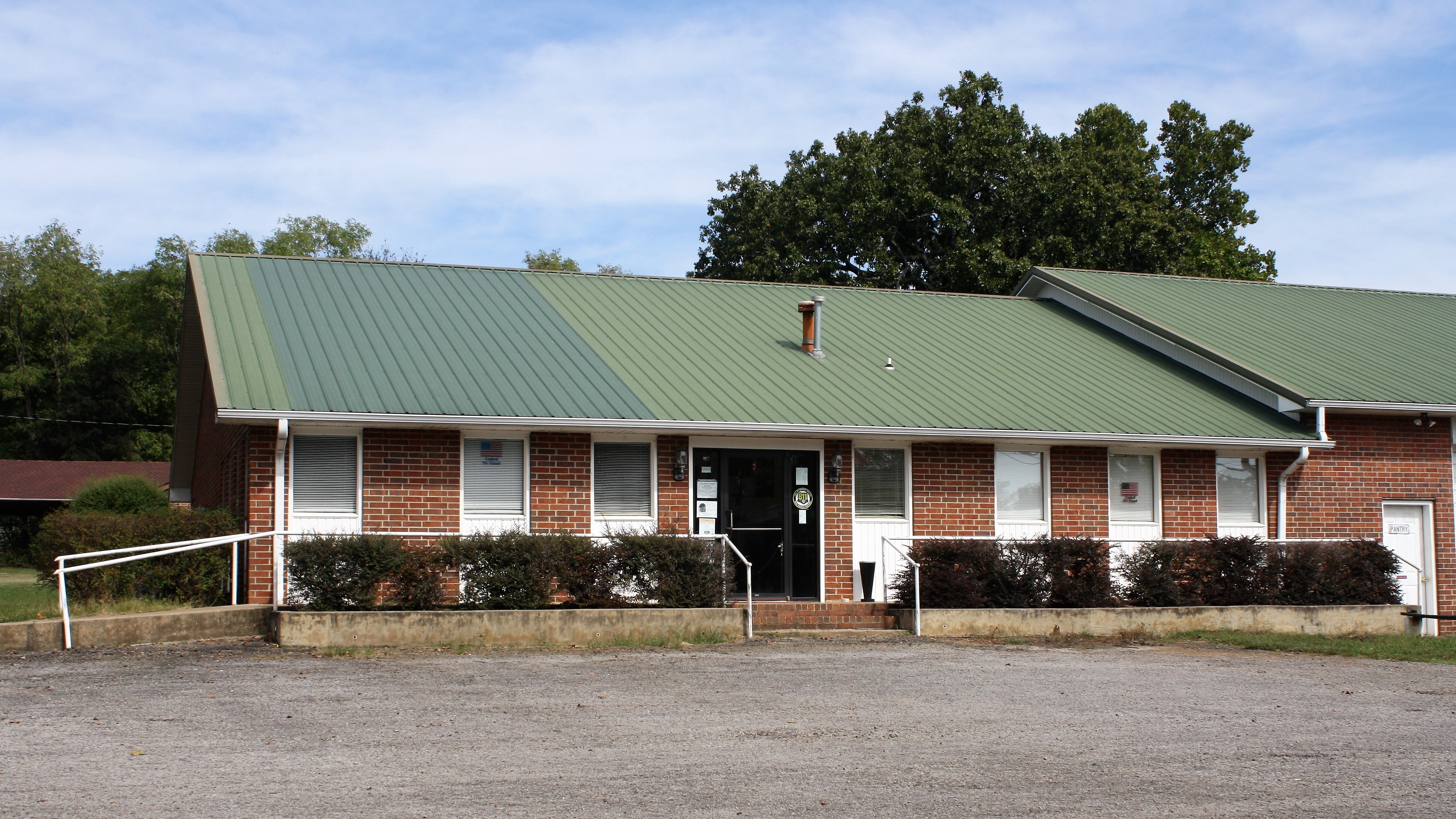
Hôtel de ville de Coal Hill